# Haik (indumento)

Donne di Algeri con degli haïk

Il haik (in arabo حيك‎?) è un indumento femminile tipico del Maghreb. Tendenzialmente di colore bianco, ha una forma rettangolare che copre tutta la parte superiore del corpo, tenuto nelle spalle da delle fibule e arrotolato all'altezza della vita. Originario di al-Andalus e diffuso storicamente in tutto il Maghreb, specie nelle città, esso ha conosciuto un rapido declino dopo il XIX secolo, sopravvivendo solamente tra gli strati popolari di alcune città del Marocco (Chefchaouen, Essaouira, Figuig, Oujda, Taroudant e Tiznit) e dell'Algeria.